# Franz Brand (Großdechant)
Franz Brand (* 29. September 1806 in Ludwigsdorf, Landkreis Neurode, Provinz Schlesien; † 1. Juni 1878 in Neurode) war ein deutscher Theologe und von 1869 bis 1878 Großdechant sowie Vikar der bis 1972 zum Erzbistum Prag gehörenden Grafschaft Glatz. Im Kulturkampf vertrat er entschieden die kirchliche Position und musste zahlreiche staatliche Repressionen hinnehmen.

## Leben
Franz Brand war ein Sohn des Ludwigsdorfer Müllers Anton Brand, dem die Brandmühle gehörte. Nach dem Abitur am Katholischen Gymnasium in Glatz studierte er Katholische Theologie an der Universität Breslau. Am 26. Februar 1831 wurde er für das Erzbistum Prag in Breslau zum Priester geweiht. Zunächst war er 12 Jahre als Kaplan in seiner Heimatpfarrei Ludwigsdorf eingesetzt, danach in gleicher Eigenschaft in Neurode, wo er 1848 Pfarrer wurde. Daneben wirkte er als Kreisschulinspektor des Kreises Neurode.
Nach dem Tod des Großdechanten Anton Ludwig wurde Franz Brand am 2. April 1869 vom Prager Erzbischof Friedrich zu Schwarzenberg zum fürsterzbischöflichen Vikar und zum Großdechanten der Grafschaft Glatz ernannt. Seine Amtszeit fiel in die kirchenfeindliche Zeit des Kulturkampfs, der sich vor allem gegen die Römisch-Katholische Kirche wandte. Wegen der Vorschriften der Maigesetze war es den Priestern durch den Kanzelparagraphen verboten, in ihren Predigten politische Ereignisse zu erwähnen bzw. zu kommentieren. Zudem durften keine Pfarrer und Kapläne neu eingestellt werden. Franz Brand hatte als Großdechant noch vor dem Erlass der Kulturkampfgesetze einige Neubesetzungen vorgenommen, die von den Behörden als illegal bewertet wurden. Deshalb wurde er zu einer hohen Geldstrafe verurteilt. Da er sich weigerte, diese zu zahlen, wurde sein persönliches Vermögen versteigert. Zwei wohlhabende Neuroder Bürger erwarben das beschlagnahmte Gut und gaben es dem Großdechanten öffentlich zurück. 1874 wurde ihm und allen anderen Geistlichen, die Schulen betreuten, das Amt des Kreisschulinspektors entzogen. Nachdem er 1875 nach dem Tod des Wünschelburger Pfarrers einen Nachfolger eingesetzt hatte, stand er wegen Verletzung der Gesetze wiederum vor Gericht. Der neu eingesetzte Pfarrer von Wünschelburg wurde von seinem Amt entfernt.
Großdechant Franz Brand starb nach mehreren Schlaganfällen am 1. Juni 1878. Einige Tage später wurde er auf dem Neuroder Kirchhof beigesetzt. Ein Nachfolger konnte durch den Prager Erzbischof nicht bestimmt werden, da die Ernennung von den preußischen Behörden nicht anerkannt worden wäre. Sie waren bestrebt, den Kontakt mit Prag einzuschränken und die Grafschaft Glatz dem preußischen Bistum Breslau einzugliedern. Die Ernennung des Neuroder Pfarrers Ernst Hoffmann erfolgte deshalb lediglich als Administrator des Glatzer Dekanats. Die Tätigkeitsbeschreibung „Stellvertreter, der die Pflichten eines Dekans erfüllt“, wurde von den preußischen Behörden stillschweigend hingenommen. Erst 1881 konnte Franz Nitschke zum Großdechanten und Vikar ernannt werden.
Ignaz Reimann (1820–1885) widmete Franz Brand seine Festmesse in C-Dur, op. 114 für Chor und Orchester.